# Tom McHale
(en) Statistiques sur pro-football-reference
Tom McHale, né le 25 février 1963 et mort le 25 mai 2008 est un sportif professionnel de football américain ayant joué au poste d'offensive guard dans la National Football League (NFL).

## Biographie
Il joue comme offensive guard au sein de la National Football League (NFL) pour les franchises des Buccaneers de Tampa Bay (1987-1992), des Eagles de Philadelphie (1993-1994) et des Dolphins de Miami (1995).
Né à Gaithersburg dans l'État du Maryland, il étudie à la Gaithersburg High School et à la Wyoming Seminary de Kingston (Pennsylvanie). Il intègre ensuite l'université du Maryland où il joue au football américain pour le compte des Terrapins lesquels évoluent en NCAA Division I FBS (1983),. Il rejoint ensuite l'université Cornell en 1986 où il décroche son diplôme. Il est sélectionné dans la première équipe All-American en 1986 avant d'être intronisé au Temple de la renommée athlétique de Cornell en 1993,.
Le matin du 25 mai 2008, il est retrouvé mort à l'âge de 45 ans chez un ami à Wesley Chapel en Floride, à la suite d'une surdose accidentelle de médicaments,.
Un examen de son cerveau par l'université de médecine de Boston (en) a démontré qu'il soufrait d'encéphalopathie traumatique chronique (ETC), problème médical souvent rencontré chez plusieurs anciens joueurs NFL qui en carrière avaient subi des chocs à la tête ayant parfois provoqué des commotions. Il fait partie des 345 joueurs NFL à avoir été diagnostiqué avec cette maladie après leur mort. Sa veuve, Lisa McHale, travaille en tant qu'agent de liaison avec les familles au sein de la section ETC de l'université de Boston. La mort de McHale, au même titre que celles de Mike Webster, Terry Long, Andre Waters (en) et Justin Strzelczyk, est considérée comme l'un des éléments ayant contribué à la vulgarisation de l'encéphalopathie traumatique chronique par le docteur Bennet Omalu.